# 無限角形
無限角形 (むげんかくけい、むげんかっけい、infinite polygon、apeirogon) は、「無限個の辺と頂点を持つ多角形」とされる図形である。円の面積を多角形による近似で求める方法などから、正多角形の無限への極限を円と類推されることもあるが、幾何学においては、無限遠まで等間隔に並んだ無限個の頂点とそれらを結ぶ無限個の線分といった描像を持つことが多い。
以下においてもapeirogonの訳語としての無限角形について記すが、深谷賢治『双曲幾何』では理想境界 (ideal boundary) 上の頂点を1つ以上持っている図形 (ideal polyhedron) を無限多角形と呼んでいる。

## 定義

### 初等的定義
正多角形は平面上の合同変換に関連付けることができる。原点でない適当な点 A0 に対して、原点を中心とした {\textstyle {\tfrac {360}{p}}} 度の回転 (p は3以上の整数とする) を繰り返したとき、A0 の像は離散的な p 個の点の集まり A0, A1, ..., Ap－1 となって、さらにそれらの点は正p角形の頂点をなすように存在している。従って、平面上の回転変換、特に p 回対称の回転はそれぞれの正多角形に対応付けられることがわかる。
平面上の合同変換と図形を関連付けるこの考え方は、自然に正多角形の一般化を与える。平面の半回転、鏡映あるいは反転（いずれも2回対称である）は二角形と関連付けられる。また、{\textstyle (360\times {\tfrac {m}{n}})}度の回転は星形と関連付けられる。これらの例と同様に、平面上の並進、すなわち平面全体の平行移動に関連付けられる図形が無限角形である。
平面全体の平行移動に対して、平面上の適当な点 A0 の像は、一直線上に並んだ等間隔な点の並びとなって現れる。コクセターの定義によるこの図形を特に正無限角形（apeirogon）という。

### 双曲幾何

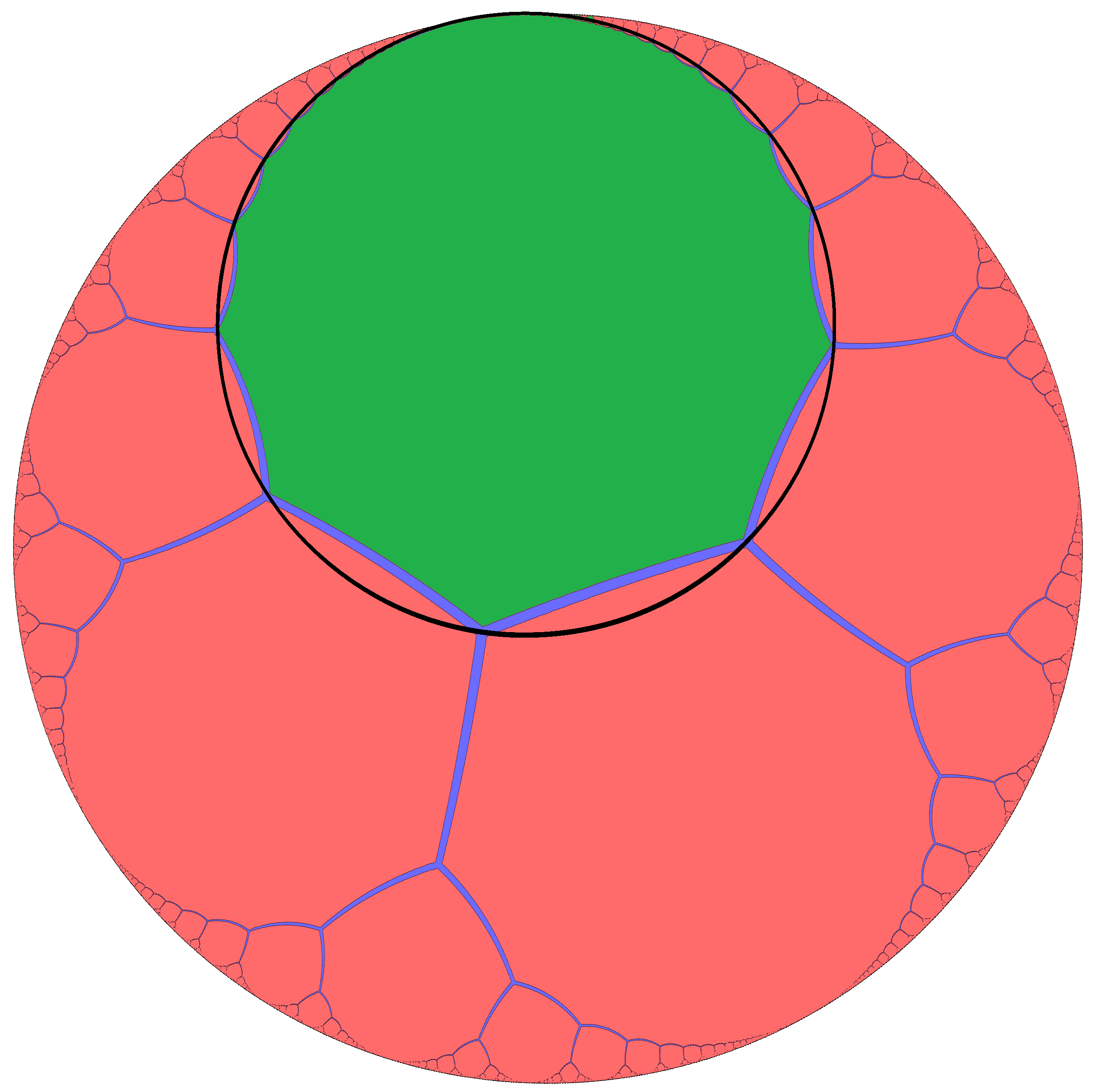
ホロサイクルに内接する無限角形

ユークリッド平面においては3種類しか存在しなかった正多角形の単一なタイル張りは、双曲平面においては無数に存在する (具体的に、任意の整数 p ≧ 3 に対して、双曲正p角形のみで張られるタイル張りが少なくとも1つ存在する)。その極限的なケースとして、シュレーフリ記号 {∞, q} で表されるタイリング（q は各頂点に集まる図形あるいは辺の数を表す）が考えられる。このときそれぞれの図形は双曲平面のホロサイクル（英語: horocycle）に内接した無限個の頂点と辺を持つ図形であり、すなわち無限角形 (apeirogon) である。